# Chápan černý
Chápan černý (Ateles paniscus), známý také jako koata, je druh novosvětské opice, která se vyskytuje na území severní Jižní Ameriky, především v Brazílii, Francouzské Guyaně, Guyaně a v Surinamu. K životu dává přednost vlhkým tropickým stálezeleným pralesům nenarušených činností člověka. Chápani se pohybují ve stromovém baldachýnu ve výškách 25 až 30 metrů, kde pátrají po ovoci, které tvoří hlavní součást potravy. Díky tomu také chápan černý zastává v ekosystému úlohu důležitého rozptylovače semen. V období, kdy je ovoce nedostatek (od června do září), se přeorientovává částečně i na jinou potravu, jako jsou např.: květy, listy, kořínky, stromová kůra a jiné.

## Popis
U chápana černého se neobjevuje výrazný pohlavní dimorfismus, i když samci jsou přece jen o něco větší než samice. Délka těla bez ocasu se u samců uvádí na 54,5 cm, u samic na 54 cm. Hmotnost samců činí asi 9,11 kg, hmotnost u samic asi 8,44 kg. Tělo se vyznačuje malou hlavou a dlouhými končetinami i ocasem, které napomáhají při pohybu ve stromoví. Podlouhlé paže s dlouhými hákovitými prsty umožňují jejich nositeli snadno ručkovat mezi větvemi. Chápavý ocas je na konci olysalý pro lepší úchop a slouží jako pátá končetina, která dokáže udržet celou hmotnost opice. Tělo pokrývá na primáta neobvykle dlouhá lesklá srst černého zbarvení, obličej je holý a u dospělců červeně nebo růžově zbarvený. Mláďata mají pokožku na obličeji tmavou a dospělou barvu získají až časem.

## Skupina a rozmnožování
Chápani černí žijí ve skupinách o 20 až 30 jedincích. Během dne se tyto skupiny mohou dělit na menší skupinky. Jedna tlupa si hájí teritorium o rozloze několika čtverečních kilometrů. Pokud se střetnou na hranicích území dvě odlišné skupiny, samci v každé skupině si začnou vymezovat hranice svého území vokálními projevy. Tyto interakce většinou nezahrnují fyzický kontakt. U chápanů černých se objevuje polygynandrie, kdy se samci i samice v jedné tlupě páří s více partnery. Samice mají potomky jednou za 3 až 4 roky. Po březosti, která trvá asi 7,5 měsíců, samice porodí maximálně čtyři mláďata, která se stávají nezávislými na matce za 15 až 18 měsíců. Pohlavní dospělosti je dosaženo za 4 až 5 let. Samci zůstávají v rodných skupinách, zatímco samice přecházejí mezi skupinami a hledají nové partnery k páření.

## Ochrana
Mezinárodní svaz ochrany přírody druh hodnotí jako zranitelný následkem ztráty přirozeného prostředí a především lovu, který probíhá v celém rozsahu, což společně s nízkým rozmnožovacím potenciálem (samice mají mláďata jednou za 3 až 4 roky) vede ke zmenšování populací. Druh je zařazen na úmluvu CITES, příloha II.